# تبارشاخه‌شناسی
تبارشاخه‌شناسی، تبارشاخه‌بندی، کلادیستیک (کلادشناسی) یا شنکله‌بندی (به انگلیسی: Cladistics) روشی برای طبقه‌بندی گونه‌های جانداران در گروه‌هایی به نام کلاد است. برای مثال، پرندگان، دایناسورها، کروکودیل‌ها و تمام نسل آن‌ها (زنده یا منقرض) و نیای مشترک‌شان یک کلاد را تشکیل می‌دهند. از لحاظ سامانه‌شناسی زیستی، یک کلاد یک «شاخه» در درخت زندگی است که یک گروه فراگیر (تک‌تباری) را تشکیل می‌دهد.
شاخه‌بندی با دیگر روش‌های آرایه‌شناسی، مثل فنتیک تفاوت دارد. به این خاطر که تأکید شاخه‌بندی روی شناسه‌های مشترک و مشتق‌شده است. روش‌های پیشین از همانندی‌های ریخت‌شناختی برای طبقه‌بندی گونه‌ها در داخل سرده‌ها (جنس‌ها) و دیگر طبقه‌های آرایه‌شناختی بالاتر استفاده می‌کردند. طبقه‌بندی شاخه‌بندی معمولاً مبتنی بر ساختارهای درختی به نام کلادوگرام (شاخه‌نما) است که نزدیکی نیای مشترک یا اشتراک ساختارهای همساخت را نشان می‌دهد. دیگر وجه تمایز روش شاخه‌بندی، توجه به صرفه‌جویی بیشینه|صرفه‌جویی و آزمون‌کردن فرضیه (ابطال‌پذیری) به جای تصمیم‌گیری سوبژکتیو دیگر سیستم‌های آرایه‌شناختی است. برنامه‌های کامپیوتری بسیاری در این علم کاربرد دارد، چون طبیعت نسل نمودادهای کلادوگرام بسیار پیچیده است.
روش شاخه‌بندی از صفات مشترک بین گونه‌ها، صفات اشتقاق‌یافته را مورد بررسی قرار می‌دهد، بنابراین در این نوع رده‌بندی باید بتوانیم صفات اشتقاق‌یافته را از دیگر صفات جدا کنیم. در این رده‌بندی به عمل بازشناختن صفات اجدادی و صفات اشتقاقی، «جهت‌یابی» گفته می‌شود.
در این رده‌بندی به ابتدایی‌ترین حالت صفتی، نزدیک‌ریختی (پلسیومورفی) و به اشتقاق‌یافته‌ترین حالت یک صفت جداریختی (آپومورفی) گفته می‌شود. برای نمونه ستون مهره‌ها که در مهره‌داران در نیای مشترک آن‌ها وجود داشته و اساساً در نسل‌های بعدی برجای مانده است، یک صفت اجدادی است و پرها در پرندگان که با خزندگان از یک نیای مشترک هستند، یک صفت اشتقاقی است.
با این فرض که یک صفت مانند شکل برگ در طول زمان تغییر یابد، به حالت اجدادی یا ابتدایی صفت مورد نظر حالت نزدیک‌ریخت، و حالت پیشرفته آن صفت را حالت جداریخت می‌گوییم. اگر صفت پیشرفته، یعنی جداریخت، مورد نظر فقط در یک فرد یا آرایه دیده شود به آن خودجداریخت (آتاپومورف) گفته می‌شود ولی اگر صفت جداریخت مورد نظر در بین چند آرایه یا یک گروه دیده شود، به آن هم‌جداریخت (سین‌آپومورف) گفته می‌شود. برای پی بردن به تغییرهای تکاملی هم‌جداریختی‌ها اهمیت بیشتری دارند، چون خویشاوندی یک گروه با همدیگر را نشان می‌دهند.
به عبارت دیگر
- هم‌نزدیک‌ریخت، صفاتی است که در چند گروه خواهری وجود دارد و در نیای مشترک آن‌ها نیز بوده است.
- هم‌جداریخت، صفاتی است که در نزدیک‌ترین نیای دو یا چند آرایه (تاکسون) یافت می‌شود اما در نیای قدیمی‌تر آن‌ها وجود نداشته است.
- خودجداریخت، صفات اشتقاق‌یافته در یک یا دو گروه خواهری است.

## تاریخچه

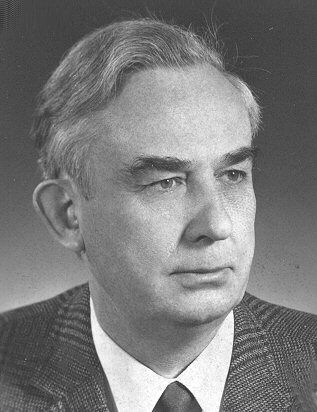
ویلی هنیگ، ۱۹۷۲

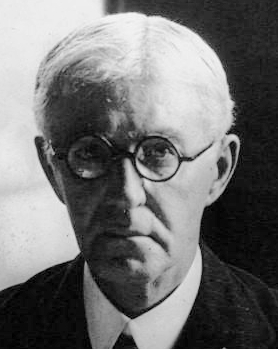
پیتر چالمرز میچل، ۱۹۲۰

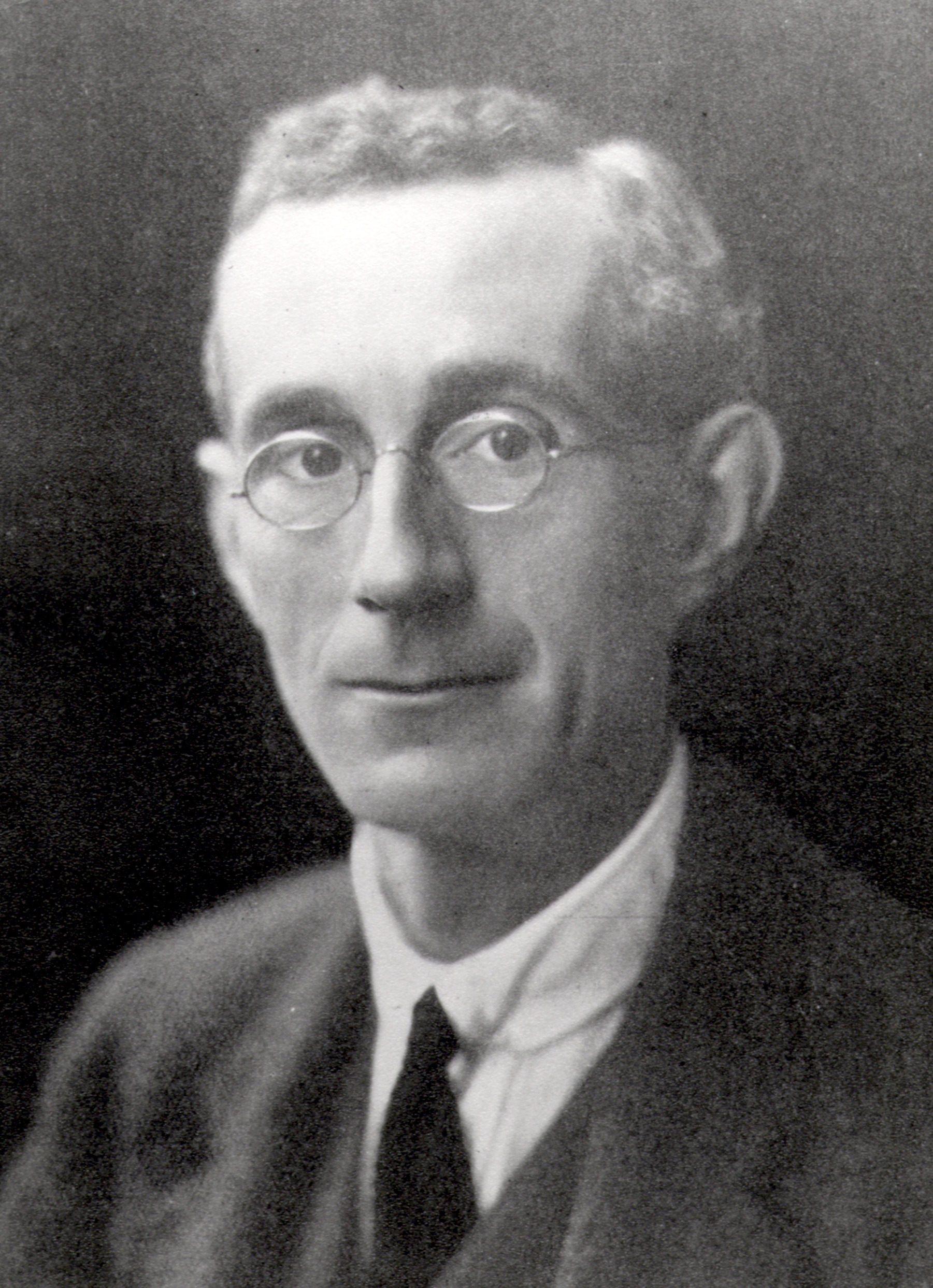
رابرت جان تیلیار، ۱۹۲۸

روش‌های اصلی استفاده‌شده در تحلیل‌های شاخه‌بندی و علم رده‌بندی از کارهای ویلی هنیگ نشات گرفته است. او که یک حشره‌شناس آلمانی بود، در کتابی که در سال ۱۹۶۶ نوشت این علم را فیلوژنتیک سیستمی نامید؛ اصطلاحات «کلاد» و «شاخه‌بندی» توسط سایر محققان رواج پیدا کرد. شاخه‌بندی در حالت کلی به مجموعهٔ خاصی از روش‌های مورداستفاده در تجزیه و تحلیل فیلوژنتیک اشاره دارد گرچه امروزه گاهی برای اشاره به کل این حوزه استفاده می‌شود. 
آنچه که امروزه به عنوان روش شاخه‌بندی شناخته می‌شود، در سال ۱۹۰۱ توسط پیتر چالمرز میچل برای پرندگان، در سال ۱۹۲۱ آن توسط رابرت جان تیلیار برای حشرات و در سال ۱۹۴۳ توسط و. زیمرمن برای گیاهان انجام شد. واژه «کلاد» در سال ۱۹۵۸ توسط جولیان هاکسلی مطرح شد. امروزه شاخه‌بندی محبوب‌ترین روش برای ساخت فیلوژنی از داده‌های مورفولوژیکی است.
در دههٔ ۱۹۹۰ با توسعهٔ روش‌های واکنش زنجیره پلیمراز (PCR)، شاخه‌بندی در ژنتیک مولکولی و بیوشیمیایی کاربرد پیدا کرد. همچنین این توسعه سبب گسترش شدید داده‌های موجود برای فیلوژنتیک شد. در همان زمان شاخه‌بندی به سرعت در زیست‌شناسی تکاملی محبوب شد چرا که پردازش مقادیر زیادی از داده‌ها دربارهٔ جانداران زنده و ویژگی‌های آن‌ها توسط رایانه‌ها ممکن شد.

## روش تحلیل
شاخه‌بندی، تغییر وضعیت حالت هر راس با توجه به توزیع حالت‌های مشترک بین برگ‌های درخت (یا سایر پایانه‌ها) را به عنوان یک مدرک برای گروه‌بندی تفسیر می‌کند. خروجی تحلیل شاخه‌بندی یک کلادوگرام است - نمودار درختی که بهترین فرضیات برای روابط تبارزایی را نشان می‌دهد. اگرچه در گذشته این کلادوگرام‌ها عمدتاً براساس ویژگی‌های مربوط به ریخت‌شناسی با دست کشیده می‌شدند، امروزه تبارزایی محاسباتی و توالی‌یابی داده‌های ژنتیکی به‌طور عمده در تحلیل‌های تبارزایی مورد استفاده قرار می‌گیرند. همچنین معیار پارسیمونی کمتر از دیگر معیارهای پیچیدهٔ تکامل جانداران در تبارزایی مورد استفاده قرار می‌گیرد.
هر کلادوگرام بر پایهٔ یک مجموعه داده خاص است که با روش خاص خودش تحلیل می‌شود. مجموعه‌داده‌ها شامل جدول‌هایی متشکل از ویژگی‌های مولکولی، ظاهری یا رفتاری و فهرستی از واحدهای طبقه‌بندی عملیاتی (OTU) است. این واحدها ممکن است ژن‌ها، نمونه‌های جامعه، جمعیت‌ها، گونه‌ها و رده‌های بزرگ باشند که باهم تشکیل یک شاخه (کلاد) بدهند. تحلیل تبارزایی الگوی انشعاب این شاخه را تحلیل می‌کند. داده‌ها و روش‌های گوناگون معمولاً کلادوگرام‌های مختلفی ایجاد می‌کنند. فقط تحقیقات علمی می‌تواند نشان دهد که کدام یک به واقعیت نزدیک‌تر است.
برای مثال، تاکنون کلادوگرام زیر به عنوان نمایش دقیق روابط اجدادی بین لاک‌پشت‌ها، مارمولک‌ها، تمساح‌ها و پرندگان پذیرفته شده بود:

| پولک‌خزندگان | سوسمار                                                                                         |
|             | سوسمار                                                                                         |
| شاه‌خزندگان  | \| تمساح‌ریختان \| تمساح‌سانان \| \| \| تمساح‌سانان \| \| دایناسور \| پرندگان \| \| \| پرندگان \| |
|             | \| تمساح‌ریختان \| تمساح‌سانان \| \| \| تمساح‌سانان \| \| دایناسور \| پرندگان \| \| \| پرندگان \| |
| تمساح‌ریختان | تمساح‌سانان                                                                                     |
|             | تمساح‌سانان                                                                                     |
| دایناسور    | پرندگان                                                                                        |
|             | پرندگان                                                                                        |

| تمساح‌ریختان | تمساح‌سانان |
|             | تمساح‌سانان |
| دایناسور    | پرندگان    |
|             | پرندگان    |

| پولک‌خزندگان | سوسمار                                                                                         |
|             | سوسمار                                                                                         |
| شاه‌خزندگان  | \| تمساح‌ریختان \| تمساح‌سانان \| \| \| تمساح‌سانان \| \| دایناسور \| پرندگان \| \| \| پرندگان \| |
|             | \| تمساح‌ریختان \| تمساح‌سانان \| \| \| تمساح‌سانان \| \| دایناسور \| پرندگان \| \| \| پرندگان \| |
| تمساح‌ریختان | تمساح‌سانان                                                                                     |
|             | تمساح‌سانان                                                                                     |
| دایناسور    | پرندگان                                                                                        |
|             | پرندگان                                                                                        |

| تمساح‌ریختان | تمساح‌سانان |
|             | تمساح‌سانان |
| دایناسور    | پرندگان    |
|             | پرندگان    |

اگر این فرضیه تبارزایی درست باشد، آخرین جد مشترک لاک‌پشت و پرندگان پیش از آخرین جد مارمولک‌ها و پرندگان زندگی می‌کرده است. با این حال اغلب داده‌های مولکولی کلادوگرام‌هایی مشابه زیر را تولید می‌کنند:
| لاک‌پشت      | لاک پشت                                                                                        |
|             | لاک پشت                                                                                        |
| شاه‌خزندگان  | \| تمساح‌ریختان \| تمساح‌سانان \| \| \| تمساح‌سانان \| \| دایناسور \| پرندگان \| \| \| پرندگان \| |
|             | \| تمساح‌ریختان \| تمساح‌سانان \| \| \| تمساح‌سانان \| \| دایناسور \| پرندگان \| \| \| پرندگان \| |
| تمساح‌ریختان | تمساح‌سانان                                                                                     |
|             | تمساح‌سانان                                                                                     |
| دایناسور    | پرندگان                                                                                        |
|             | پرندگان                                                                                        |

| تمساح‌ریختان | تمساح‌سانان |
|             | تمساح‌سانان |
| دایناسور    | پرندگان    |
|             | پرندگان    |

| لاک‌پشت      | لاک پشت                                                                                        |
|             | لاک پشت                                                                                        |
| شاه‌خزندگان  | \| تمساح‌ریختان \| تمساح‌سانان \| \| \| تمساح‌سانان \| \| دایناسور \| پرندگان \| \| \| پرندگان \| |
|             | \| تمساح‌ریختان \| تمساح‌سانان \| \| \| تمساح‌سانان \| \| دایناسور \| پرندگان \| \| \| پرندگان \| |
| تمساح‌ریختان | تمساح‌سانان                                                                                     |
|             | تمساح‌سانان                                                                                     |
| دایناسور    | پرندگان                                                                                        |
|             | پرندگان                                                                                        |

| تمساح‌ریختان | تمساح‌سانان |
|             | تمساح‌سانان |
| دایناسور    | پرندگان    |
|             | پرندگان    |

حال اگر این کلادوگرام درست باشد، آخرین جد مشترک لاک‌پشت و پرندگان پس از آخرین جد مشترک مارمولک و پرندگان زندگی می‌کرده است. از آن جا که کلادوگرام‌ها حالت‌های مختلف حوادث واقعی را شرح می‌دهند، حداکثر یکی از آن‌ها می‌تواند درست باشد.

## انتقاد
شاخه‌بندی از ابتدا در کاربردهای خاص یا به‌طور کلی مورد انتقاد قرار گرفته است. تعیین این که شخصیت‌های گوناگون هم‌ساخت هستند به علت داشتن استدلال دوری و قضاوت‌های ذهنی به چالش کشیده شده است. شاخه‌بندی تغییریافته در اواخر دههٔ ۱۹۷۰ به‌هدف حذف فیلوژنی از تحلیل‌های شاخه‌بندی پدید آمد اما رواج زیادی پیدا نکرد.

## مسائل
در ارگانیسم‌هایی که دارای تولیدمثل جنسی هستند، مرتب‌سازی ناقص نسل‌ها می‌تواند بسته به این که کدام ژن‌ها ارزیابی می‌شوند، سبب ایجاد درختان تبارزایی نامتناسب شود. همچنین در حالتی که پیوند بین‌نژادی به‌طور عمده رخ دهد، ممکن است چندین نسل باقی‌مانده تولید شوند. پیوند بین‌نژادی دو دوره‌های حدود ۱۰ میلیون سال امکان‌پذیر است.

## کاربرد در رشته‌های دیگر
سیستم مقایسه و طبقه‌بندی بر اساس کلادوگرام‌ها مختص موضوعات زیست‌شناسی نیست. هر گروهی از اشخاص یا اجسام که دارای طبقه باشند، نیای مشترک فرضی داشته باشند، و مجموعه‌ای از ویژگی‌های مشترک به‌ارث‌رسیده از نیای مشترک داشته باشند می‌توانند به این طریق دسته‌بندی شوند. تنها ملزومات آن داشتن خصیصه‌هایی قابل شناسایی و اندازه‌گیری است.
تلاش‌های اخیر برای استفاده از شاخه‌بندی در رشته‌های خارج از زیست‌شناسی بدین قرارند:
- انسان‌شناسی فرهنگی و باستان‌شناسی، برای مقایسه فرهنگ‌ها و مصنوعات بر طبق گروه‌ه‌بندی روندهای فرهنگی و ویژگی‌های دست‌ساخت‌های بشر.
- زبان‌شناسی تاریخی، برای مقایسه زبان‌های مختلف بر اساس گروه‌بندی ویژگی‌های زبان‌شناختی.
- رفتارشناسی جانوری، برای مقایسه گونه‌های جانوری از طریق خصائص رفتاری که ارثی‌اند.
- نقد ادبی متون، جهت مقایسه نوشته‌های یک کار یکسان با استفاده از گروه‌بندی اشکال‌های مرسوم کپی‌بردای.

## ارجاعات
1. ↑  «واژهٔ تبارشاخه‌شناسی». واژه‌یاب. دریافت‌شده در ۲۵ مرداد ۱۴۰۳.
2. ↑  «واژه‌نامهٔ انگلیسی-فارسی [[زیست‌فناوری]]» (PDF). بایگانی‌شده از اصلی (Pdf) در ۲ دسامبر ۲۰۰۸. دریافت‌شده در ۵ فروردین ۱۳۸۸. تداخل پیوند خارجی و ویکی‌پیوند (کمک)
3. ↑  کلادیستیک از مشتقات کلمه یونانی κλάδος به معنی شاخه است.
4. ↑  Glossary entry "clade" بایگانی‌شده  در ۱۳ فوریه ۲۰۱۵ توسط Wayback Machine Understanding Evolution. 2010. University of California Museum of Paleontology.
5. ↑  Phenetics
6. ↑  cladogram: کلادوگرام، کلادنما یا شنکله‌نما هم نامیده شده است.
7. ↑  Phillips, Ben (2000). "Natural History Collections: Cladistics". University of Edinburgh. Archived from the original on 16 July 2011. Retrieved 4 July 2009.
8. ↑  polarization
9. ↑  آزادبخت، محمد و مسعود: گیاه‌شناسی دارویی. پاییز ۱۳۵۶. ص۱۷.
10. ↑  Brinkman & Leipe 2001, p. 323.
11. ↑  Schuh, Randall. 2000. Biological Systematics: Principles and Applications, p.7 (citing Nelson and Platnick, 1981). Cornell University Press (books.google)
12. ↑  Folinsbee, Kaila et al. 2007. 5 Quantitative Approaches to Phylogenetics, p. 172. Rev. Mex. Div. 225-52 (kfolinsb.public.iastate.edu)
13. ↑  Craw, RC (1992). "Margins of cladistics: Identity, differences and place in the emergence of phylogenetic systematics".  In Griffiths, PE (ed.). Trees of life: Essays in the philosophy of biology. Dordrecht: Kluwer Academic. pp. 65–107. ISBN 978-94-015-8038-0.
14. ↑  Schuh, Randall. 2000. Biological Systematics: Principles and Applications, p.7. Cornell U. Press
15. ↑  (Cuénot 1940)
16. ↑  (Weygoldt 1998)
17. ↑  (Jerison 2003، ص. 254)
18. ↑  Benton, Michael J. (2005), Vertebrate Palaeontology, Blackwell, pp. 214, 233, ISBN 978-0-632-05637-8
19. ↑  Lyson, Tyler; Gilbert, Scott F. (March–April 2009), "Turtles all the way down: loggerheads at the root of the chelonian tree" (PDF), Evolution & Development, 11 (2): 133–135, CiteSeerX 10.1.1.695.4249, doi:10.1111/j.1525-142X.2009.00325.x, PMID 19245543
20. ↑  Rogers, Jeffrey; Gibbs, Richard A. (2014-05-01). "Comparative primate genomics: emerging patterns of genome content and dynamics". Nature Reviews Genetics (به انگلیسی). 15 (5): 347–359. doi:10.1038/nrg3707. PMC 4113315. PMID 24709753.
21. ↑  "Distant Species Produce Hybrid 60 Million Years After Their Split". IFLScience (به انگلیسی). Retrieved 2019-03-24.
22. ↑  Mallet, James (2005-05-01). "Hybridization as an invasion of the genome". Trends in Ecology & Evolution (به انگلیسی). 20 (5): 229–237. doi:10.1016/j.tree.2005.02.010. ISSN 0169-5347. PMID 16701374.
23. ↑  Mace, Ruth; Clare, Clare J.; Shennan, Stephen, eds. (2005). The Evolution of Cultural Diversity: A Phylogenetic Approach. Cavendish Publishing. p. 1.

- مشارکت‌کنندگان ویکی‌پدیا. «Cladistics». در دانشنامهٔ ویکی‌پدیای انگلیسی.